# سالوادور کامارانو

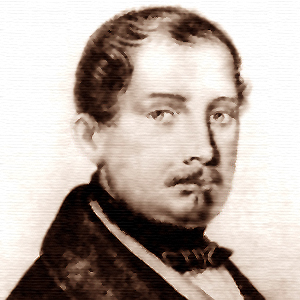
سالوادور کامارانو

سالوادور کامارانو (همچنین سالواتوره) (متولد ۱۹ مارس ۱۸۰۱– درگذشت ۱۷ ژوئیه ۱۸۵۲) اپرانامه‌نویس و نمایشنامه‌نویس ایتالیایی متولد شهر ناپل بود. او بیش تر برای نوشتن متن لوچیا دی لامرمور برای گائتانو دونیزتی شناخته شده‌است.
او همچنین به دونیزتی برای نوشتن اپرانامه‌های محاصره کاله (۱۸۳۶)، بلیساریو (۱۸۳۶)، پیا دی تولومی (۱۸۳۷)، روبرتو دویر (۱۸۳۷)، ماریا دی رودنز (۱۸۳۸)، پولیوتو (۱۸۳۸) و ماریا دی روهان کمک کرد.
او برای وردی آلزیرا (۱۸۴۵)، نبرد لگانانو (۱۸۴۹) و لویزا میلر (۱۸۴۹) را نوشت اما بعد از مرگ وی در ژوئیه ۱۸۵۲ وردی با لیون ایمانویل باردر برای کامل کردن ایل تروواتوره (۱۸۵۳) همکاری کرد. کامارانو همچنین شروع به نوشتن اپرانامه ای اقتباسی از شاه لیر ویلیام شکسپیر کرد، اما قبل از اتمام آن درگذشت.
پدرش، جوزپه کامارانو، نقاش و طراح صحنه بود و پسر وی میشل کامارانو نیز نقاش بود. کامارانو سرانجام در ۱۷ ژوئیه ۱۸۵۲ در شهر ناپل ایتالیا درگذشت.